# Łubno (gmina)
Łubno – dawna gmina wiejska istniejąca w latach 1945–1954 w woj. gdańskim, szczecińskim i koszalińskim (dzisiejsze woj. pomorskie). Nazwa gminy pochodzi od wsi Łubno, lecz siedzibą władz gminy było Łobzowo.
Gmina Łubno powstała po II wojnie światowej (1945) na terenie tzw. Ziem Odzyskanych (tzw. III okręg administracyjny – Pomorze Zachodnie). 25 września 1945 gmina – jako jednostka administracyjna powiatu miasteckiego – została powierzona administracji wojewody gdańskiego, po czym z dniem 28 czerwca 1946 została przyłączona do woj. szczecińskiego. 6 lipca 1950 gmina wraz z całym powiatem miasteckim weszła w skład nowo utworzonego woj. koszalińskiego.
Według stanu z 1 lipca 1952 gmina składała się z 11 gromad: Barkocin, Łobzowo, Łubno, Podgórze, Przyborze, Role, Trzebielino, Turowo, Wiatrołom, Witanowo i Zagony. Gmina została zniesiona 29 września 1954 wraz z reformą wprowadzającą gromady w miejsce gmin. Jednostki nie przywrócono 1 stycznia 1973 wraz z kolejną reformą reaktywującą gminy, a jej dawny obszar wszedł głównie w skład nowych gmin Żabno i Trzebielino.
Gmina Łubno stanowiła przestrzennie niespójny konstrukt, składający się z dwóch odległych skupień osadniczych: a) wokół Trzebielina (obejmujący obecnie wschodnią część gminy Trzebielino) oraz b) wokół Łobzowa (obejmujący obecnie południową część gminy Kołczygłowy oraz północno-wschodni cypel gminy Miastko). Między obydwoma skupieniami brak było ciągów komunikacyjnych, a oddzielały je połacie boru. Dlatego też po reaktywowaniu gmin w 1973 roku, skupienie łobzowskie utworzyło odrębną gminę Żabno, a skupienie trzebielińskie utworzyło nową gminę Trzebielino, przejmując także połacie okrężnych gmin funkcjonujących przed 1954 rokiem. Gmina Żabno, mimo że przestrzennie spójna, okazała się zbyt słaba, przez co zniesiono ją 1 lipca 1976, a jej obszar włączono do gmin Kołczygłowy i Miastko, co z kolei rozbiło spójność przestrzenną tychże gmin: